# ЗИС-МКИМ
ЗИС-МКИМ — изотермический фургон для транспортировки мяса и колбасных изделий.
Опытную партию этих машин на автобусном шасси ЗИС-8 построили мастерские автобазы Московского мясокомбината имени А. И. Микояна (МКИМ).
В кузове — 5 термоизолированых секций с 64 выдвижными ящиками для перевозки продуктов. Мощность двигателя — 73 л. с. (54 кВт). Грузоподъемность — 1,8 т. Масса в снаряженном состоянии — 4,7 т. Скорость — 60 км/ч.